# 1965年中华人民共和国边境地区地名变更

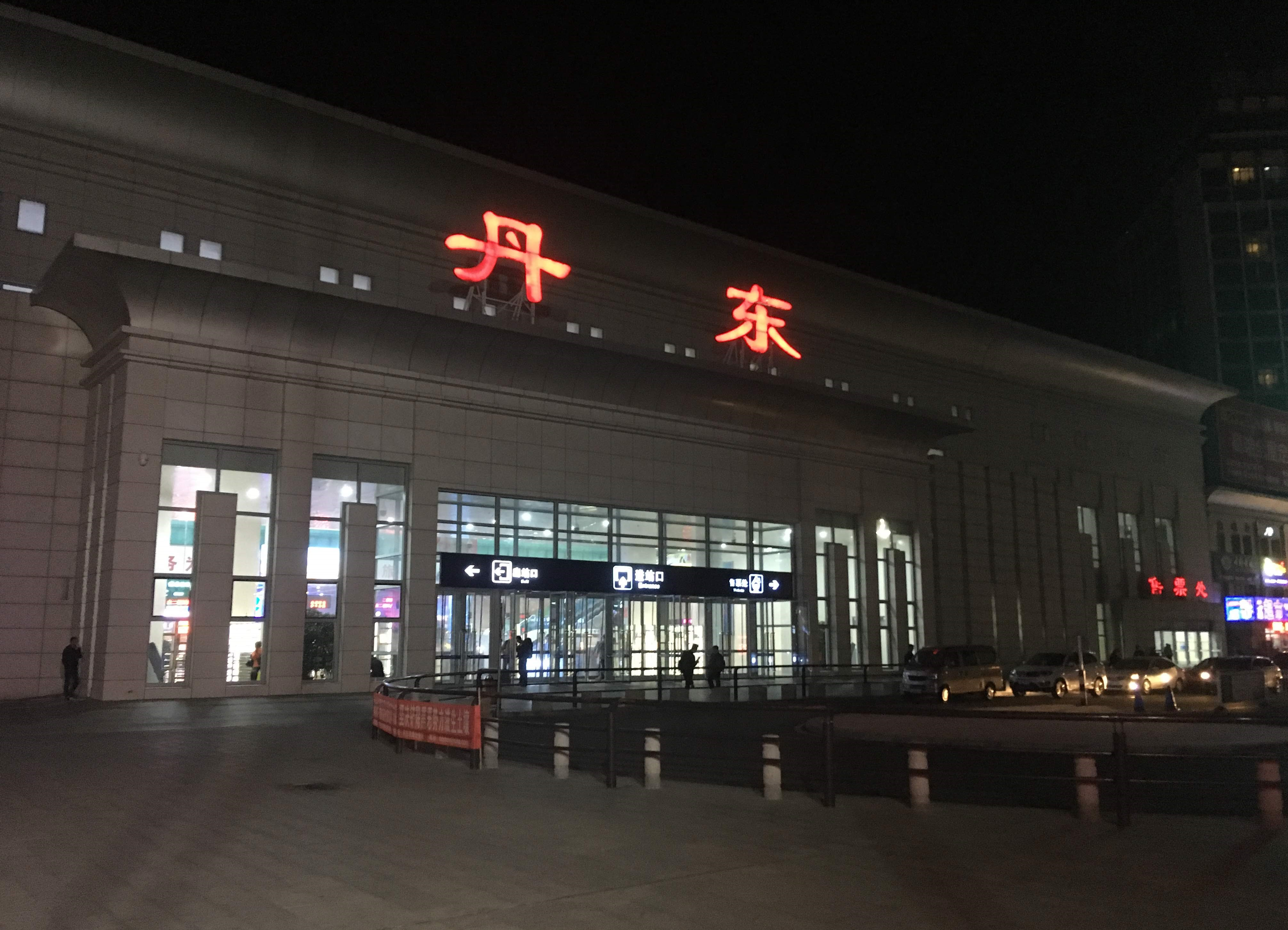
中华人民共和国辽宁省丹东市与朝鲜民主主义人民共和国平安北道新義州市隔鸭绿江相望，1965年由“安东”改为今名

中国大陸一些边境地名曾含有可能影响睦邻友好的字眼。1964年，越南劳动党领导人胡志明建议中华人民共和国改睦南关为友谊关。以此为契机，中华人民共和国在地名管理工作中审查此类“大国沙文主义”地名，于1965年初集中更改了自身與越南民主共和国、朝鲜民主主义人民共和国兩國边境5个市县和一个口岸的名称。

## 背景
中华人民共和国中央人民政府成立后，開展了地名的整頓和管理工作。1951年，政务院下发《关于更改地名的指示》，要求各地更改以“国民党反动派”人名命名的，或带有歧视少数民族性质的，或名称重复、容易混淆的地名，而未涉及对邻国不友好的问题。
1953年1月，镇南关成為廣西省首批开放的六个边境贸易口岸之一。3月，内务部批准镇南关改名为睦南关。4月，政务院批准镇邊縣改名为睦边县。1964年7月，中共中央副主席、国务院总理周恩来赴河内参加中、越、三党会议，讨论战争、越南战争形势等问题，期间同意了越南劳动党中央委员会主席胡志明的建议，承诺会将睦南关改名为友谊关，由国务院副总理兼外交部部长陈毅题字。

## 经过

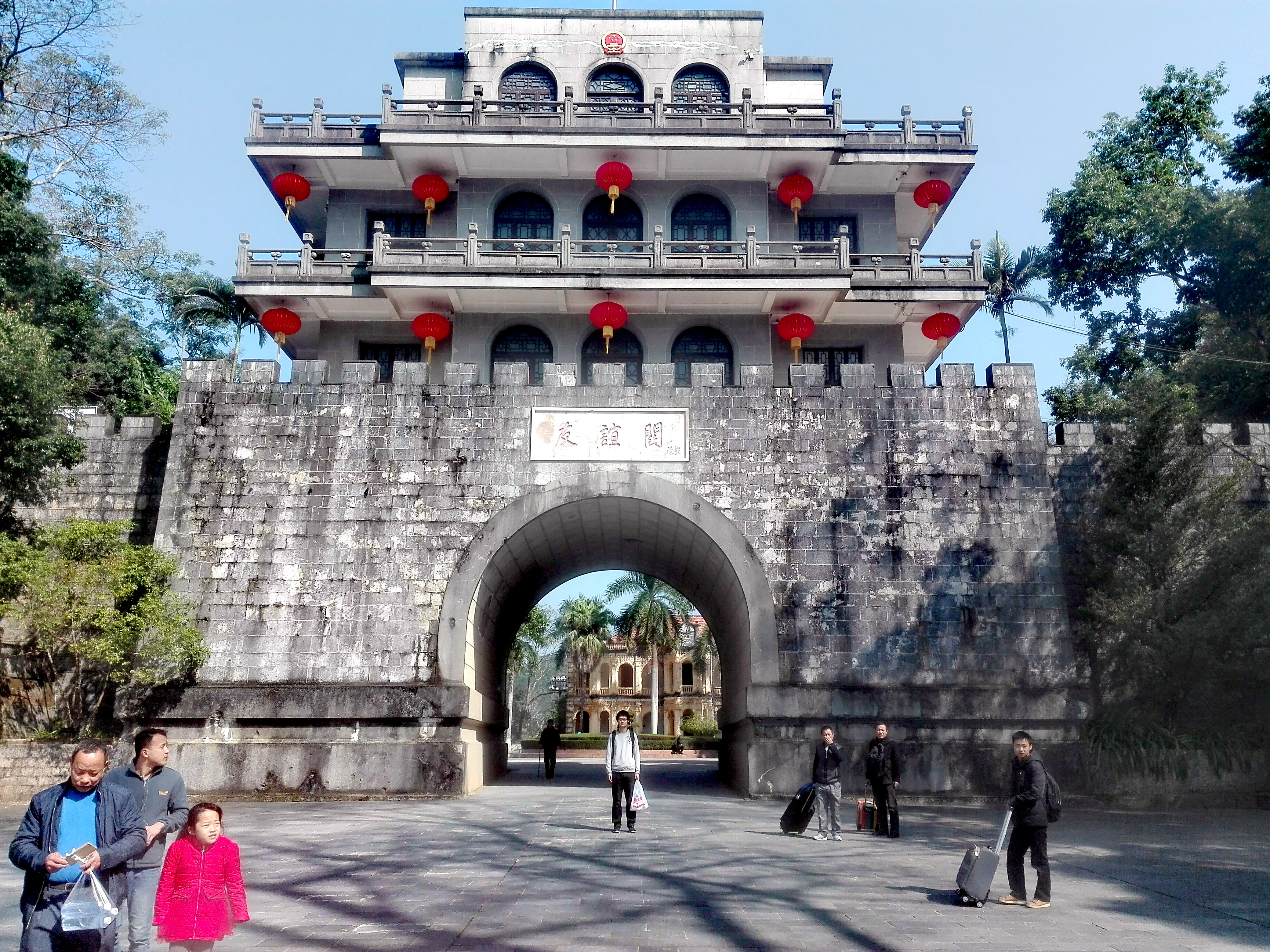
中华人民共和国与越南边境的友谊关，1953年由“镇南关”改为“睦南关”，1965年改为今名

1964年10月，周恩来就睦南关更名一事批示：此次改名要将“东北的安东、盖平、辑安等地名一起改掉”，需审查是否存在其他“刺激朝、越两国的大国沙文主义地名”，同批更改、公布；日后还要继续审查、修改对其他邻邦不友好的地名。11月，国务院向广西、辽宁、吉林、黑龙江、云南、广东六省区下发《关于审查对越南、朝鲜有大国沙文主义不友好的地名的通知》。12月，内务部向全国各省级行政区印发《关于请对县市以上地名等审查提出更名意见的函》，请求审查存在“对邻邦含有大国沙文主义不友好”等5类问题的地名。
1965年1月，国务院正式批准更改辽宁、吉林、广西三省（区）5个市县和1个口岸的地名，由新华社对外公布。就越方希望为睦南关改名举办典礼一事，周恩来批示在安东市也举行仪式。3月5日、11日，睦南关改名友谊关仪式、安东市改名丹东市大会先后在两地隆重举行。
| 隶属 | 原名   | 新名   | 說明                                                                         |
| ---- | ------ | ------ | ---------------------------------------------------------------------------- |
| 辽宁 | 安东市 | 丹东市 | 新名取“红色东方”之意[9]                                                      |
| 辽宁 | 安东县 | 东沟县 | 新名取自县政府驻地大东沟。1993年撤县设市时再次更名，即今东港市[10]:173[11]   |
| 辽宁 | 盖平县 | 盖县   | 原名中的“平”字取自历史地名“平郭县”。1992年撤县设市时再次更名，即今盖州市[12] |
| 吉林 | 辑安县 | 集安县 | 原名有“收拢、安抚”之意。1998年撤县设市时保留原名，即今集安市[13][14]         |
| 广西 | 睦边县 | 那坡县 | 新名为壮语，取自县内地名“那坡屯”[15][16]                                     |
| 广西 | 睦南关 | 友谊关 |                                                                              |
除需要国务院批准的县市以上地名外，各地还在各自职权范围内更改了一些地名，如丹东市镇兴区改名为振兴区、镇安路改名为珍珠路:10,103、镇江山公园改为锦江山公园等。